# 1-й провулок Чайковського (Мелітополь)
1-й провулок Чайковського — провулок у місті Мелітополь. Починається від вулиці Чайковського. Закінчується виїздом на перехрестя Північно-Лінійної вулиці та провулку Штевньова біля залізниці.
Заселений тільки на парній стороні, що являє собою приватний сектор. Іншою стороною межує з парком Залізничників та службовою територією станції Мелітополь. Покриття ґрунтове.

## Назва
Провулок названий на честь російського композитора Петра Ілліча Чайковського (1840–1893).
У Мелітополі також є однойменні вулиця і два провулки.

## Історія
Вперше провулок згадується 11 березня 1931 у протоколах засідання президії Мелітопольської міськради.

## Галерея

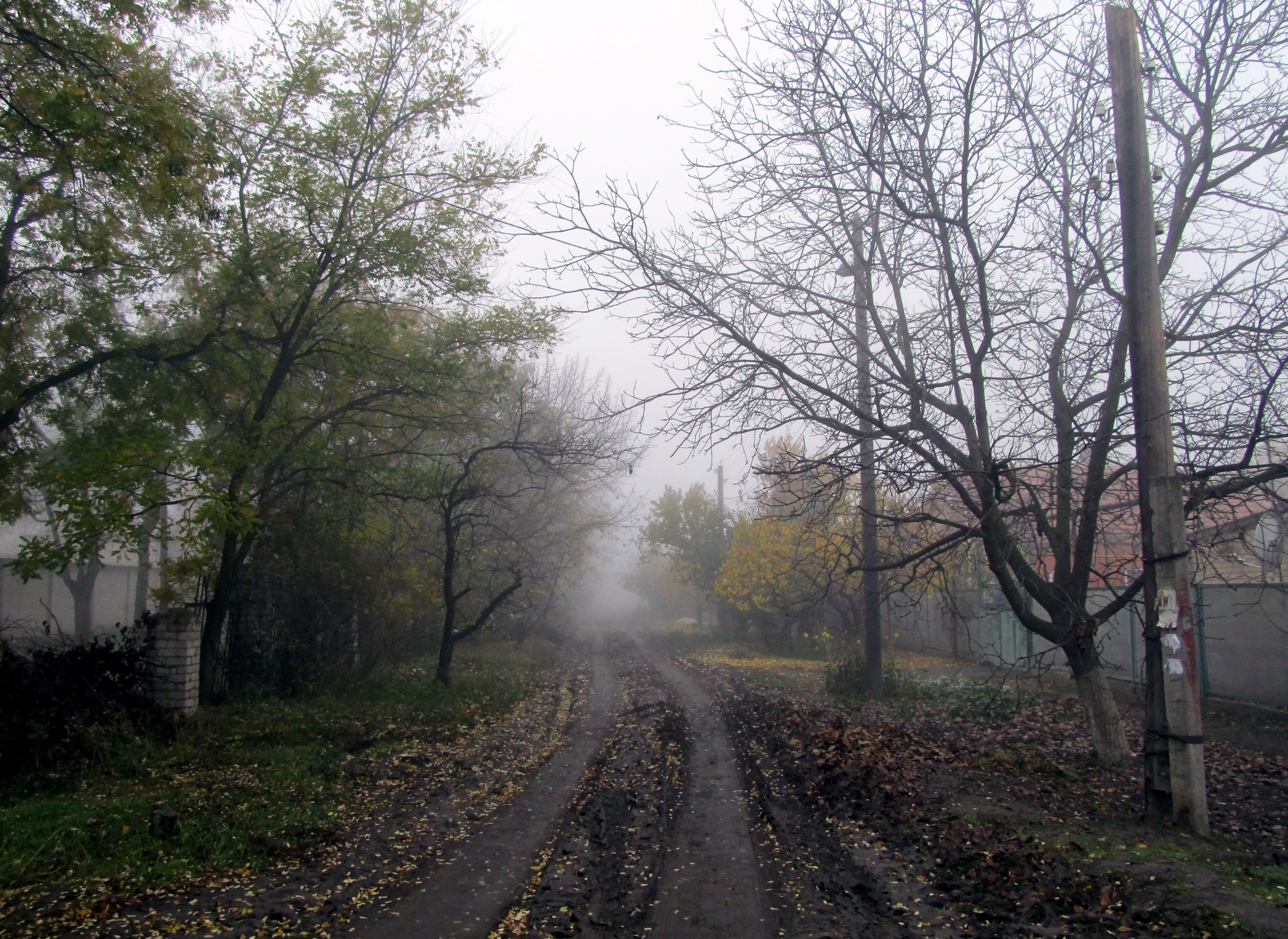
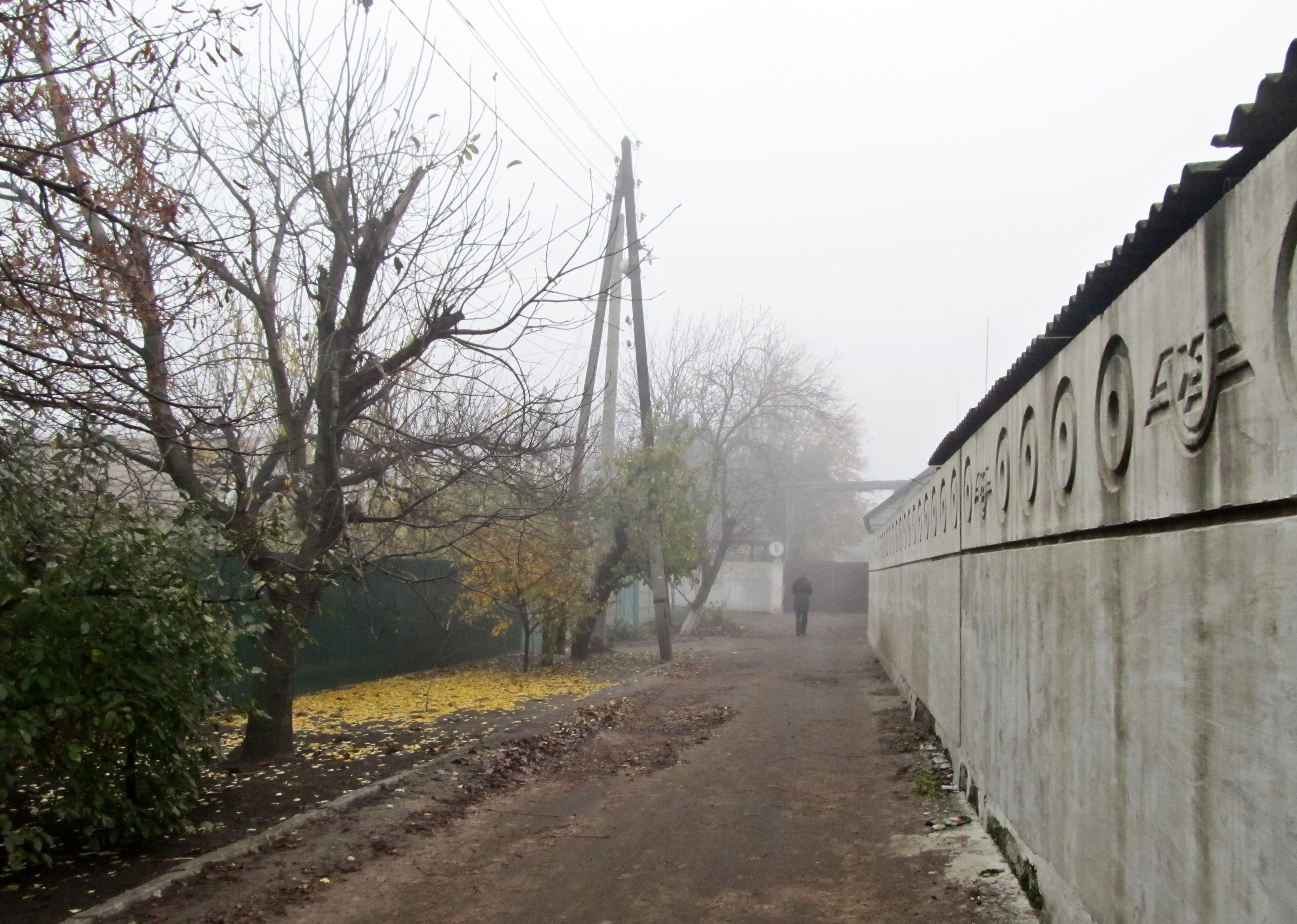
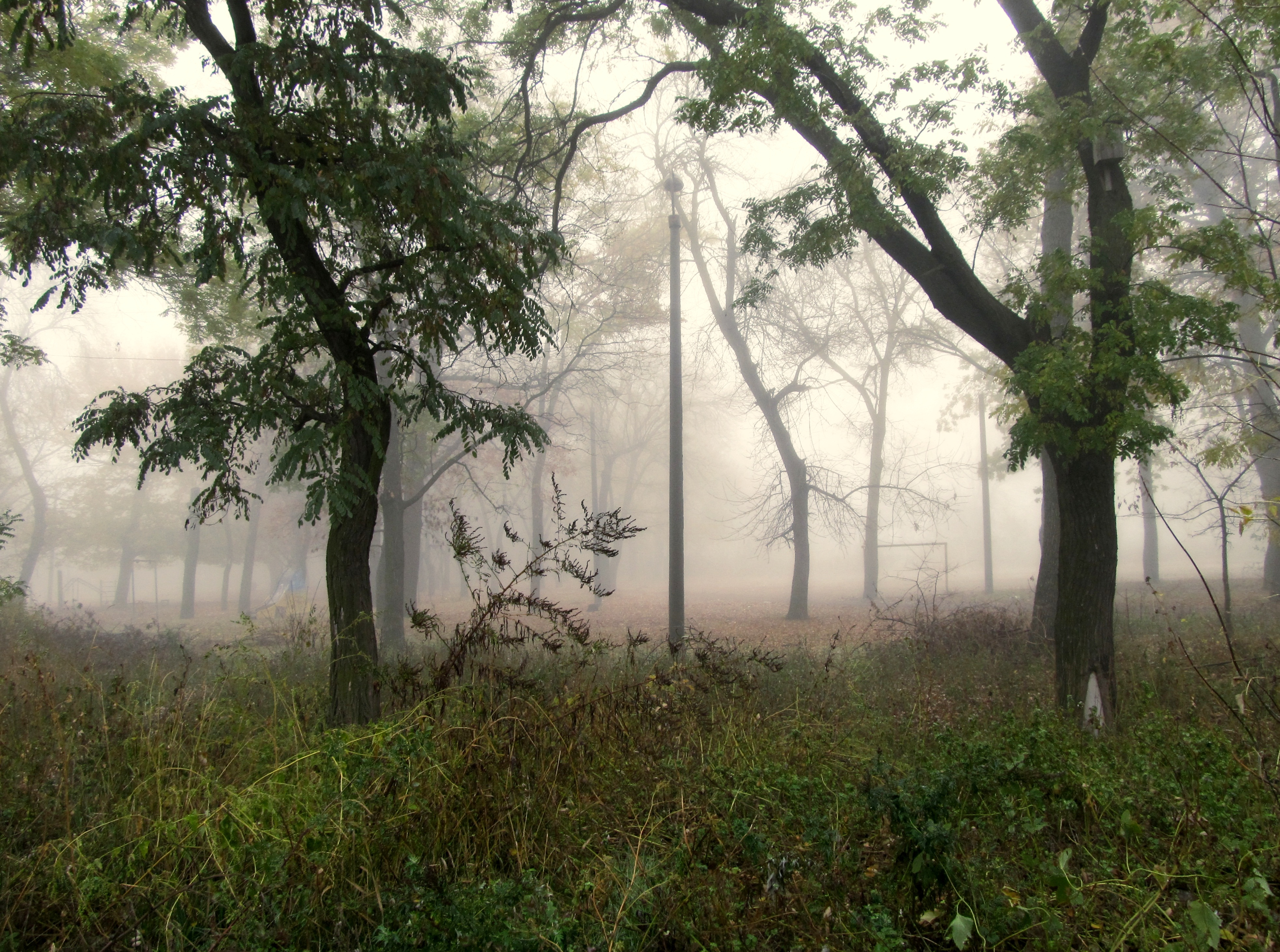
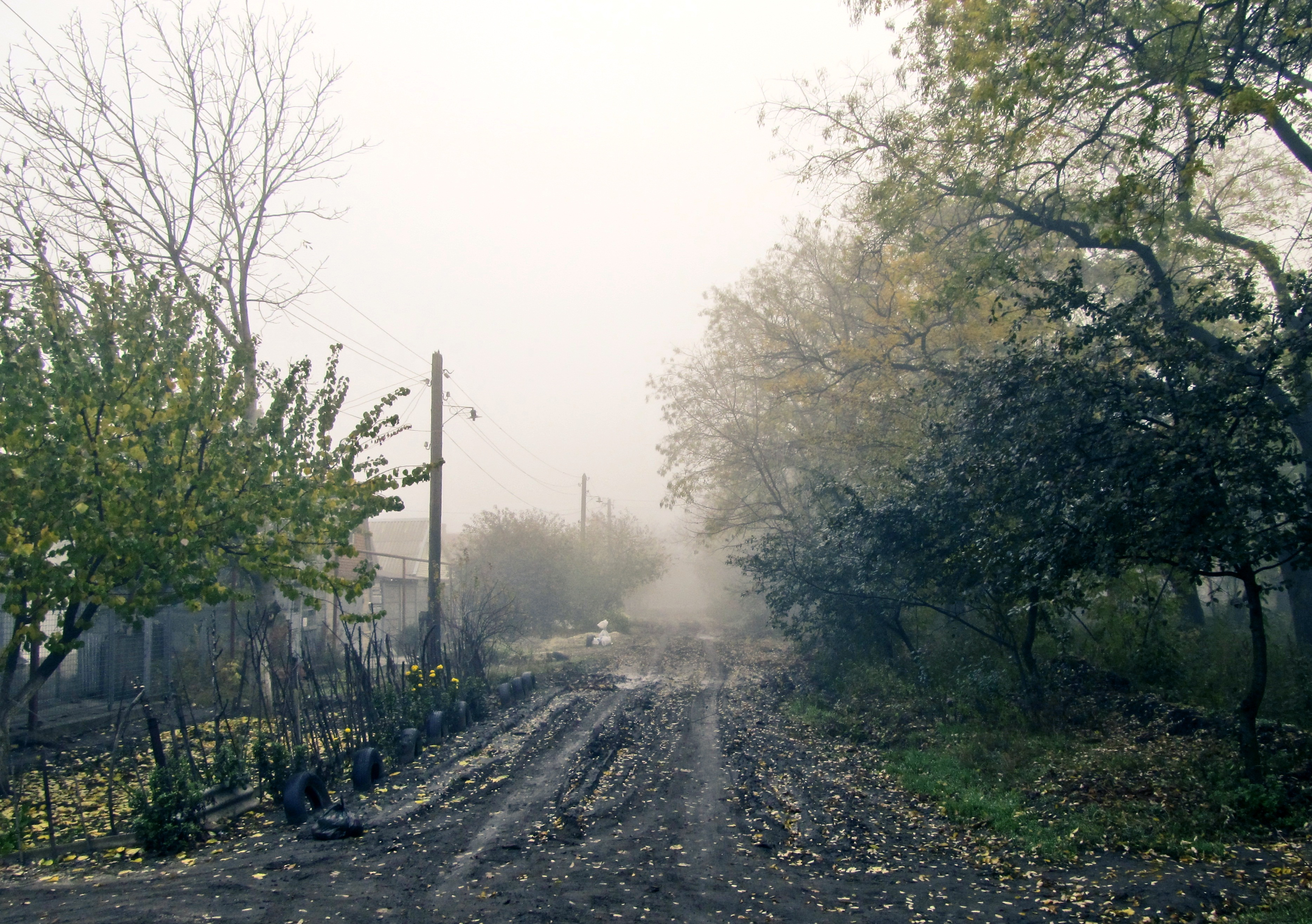
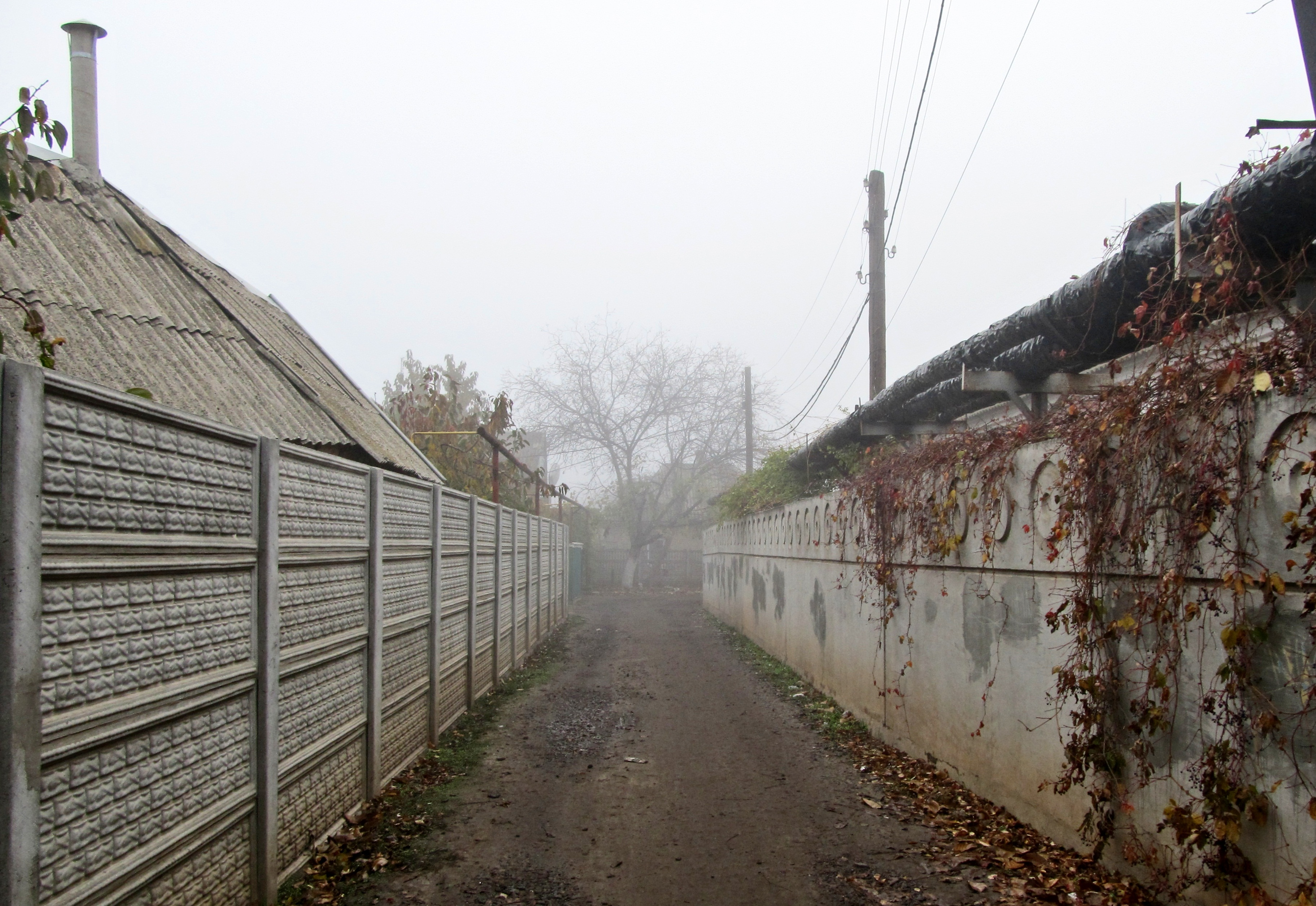
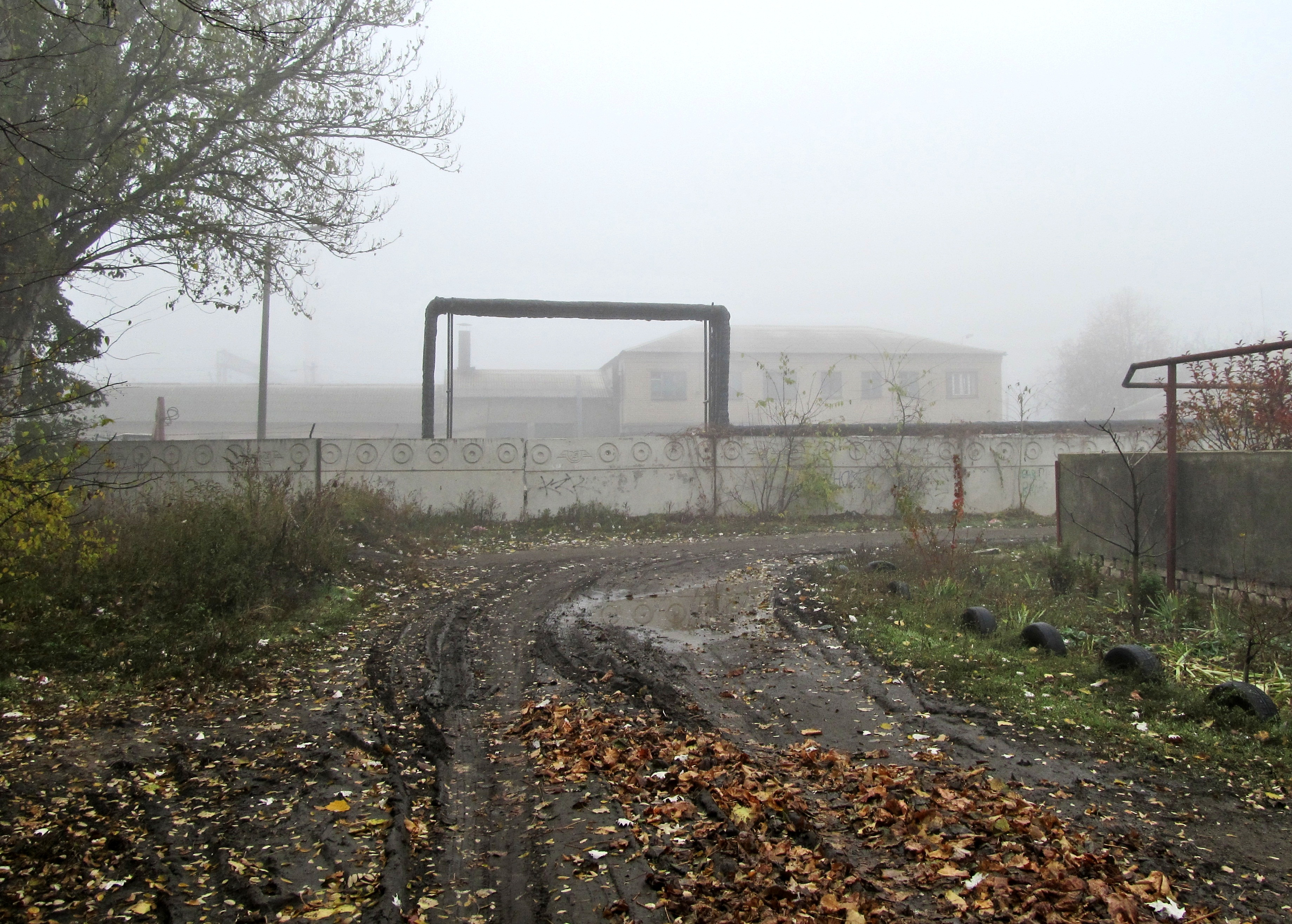